# Curtiss F9C Sparrowhawk
Curtiss F9C Sparrowhawk je bil ameriški dvokrilni lovec iz zgodnjih 1930ih. F9C je bil primerek "parazitnega" lovca - zasnovan je bil za pristajanje in vzletanje z zračnih ladij oz. letečih letalonosilk.

## Specifikacije (F9C-2)[1]
Splošne karakteristike
- Posadka: 1
- Dolžina: 20,17 ft (6,147 m)
- Razpon kril: 25,5 ft (7,772 m)
- Višina: 10,5 ft (3,200 m)
- Površina kril: 172,8 ft² (16,053 m²)
- Teža praznega letala: 2089 lb (947,6 kg)
- Naložena teža: 2776 lb (1259 kg)
- Pogon letala: 1 ×  radialni motor Wright R-975-E3, 438 KM (326,5 kW)

 Zmogljivost 
- Maks. hitrost: 176,5 mph (153 vozlov, 284 km/h)
- Doseg: 297 milj (258 nmi, 475 km)
- Višina leta: 19200 ft (5852 m)
- Hitrost vzpenjanja: 1700 ft/min (8,6 m/s)
- Obremenitev kril: 16 lb/ft² (78,4 kg/m²)
- Razmerje moč/teža: 0,086 KM/lb (259 W/kg)

Oborožitev

- Strelno orožje: 2 × 30 in (762,00 mm) M1919 Browning strojnici